# پائولو نگرو
پائولو نگرو (به ایتالیایی: Paolo Negro) (زادهٔ ۱۶ آوریل ۱۹۷۲)، بازیکن سابق و مربی کنونی فوتبال اهل ایتالیا است. او در پست مدافع میانی یا مدافع راست بازی می‌کرد. او در حال حاضر مربی جوانان باشگاه کرانیوتی است.
نگرو در طول دوران حرفه‌ای هجده ساله خود ۳۶۲ بار در سری آ بازی کرد و ۲۴ گل به‌ثمر رساند. او بیشتر دوران بازی خود را در تیم لاتزیو سپری کرد و همراه این تیم ۸ جام قهرمانی از جمله، یک اسکودتو و یک جام در جام اروپا را بدست آورد. او همچنین با پیراهن تیم ملی فوتبال ایتالیا در رقابت‌های یورو ۲۰۰۰ حضور یافت و همراه این تیم نائب قهرمان اروپا شد.

## افتخارات

### باشگاهی
لاتزیو
- سری آ: ۲۰۰۰–۱۹۹۹
- جام حذفی فوتبال ایتالیا: ۹۸–۱۹۹۷، ۲۰۰۰–۱۹۹۹، ۰۴–۲۰۰۳
- سوپر جام فوتبال ایتالیا: ۱۹۹۸، ۲۰۰۰
- جام برندگان جام اروپا: ۹۹–۱۹۹۸
- سوپرجام اروپا: ۱۹۹۹

### بین‌المللی
ایتالیا
- قهرمانی زیر ۲۱ سال اروپا: ۱۹۹۴
- جام ملت‌های اروپا: جام ملت‌های اروپا ۲۰۰۰ (نائب قهرمان)

### فردی
- Pallone d'Argento: ۱۹۹۹–۲۰۰۰[۴]

### نشان افتخار
کلاس پنجم / شوالیه: نشان مریت شوالیه جمهوری ایتالیا: ۲۰۰۰